# 中部ドイツ福音主義教会
中部ドイツ福音主義教会 (ちゅうぶドイツふくいんしゅぎきょうかい、ドイツ語: Evangelische Kirche in Mitteldeutschland) (EKM)はドイツ福音主義教会(EKD)を構成する20の福音主義州教会の1つである。すべての州教会と同様に、中部ドイツ福音主義教会(EKM)も公法上の社団である。2011年春から、州教会事務局はエアフルトに置かれている。この州教会は3139 (ルター派3134、改革派5)の教会共同体に、約68万人の教会員を有する。中部ドイツ福音主義教会(EKM)は2009年1月1日、キルヘンプロヴィンツ＝ザクセン福音主義教会とテューリンゲン福音ルター派教会の合同によって設立された。この二つの州教会は、2004年6月以降、中部ドイツ福音主義教会連合を形成していた。
この新しい州教会はドイツ合同福音ルター派教会 (VELKD)の加盟教会であると同時に、福音主義合同教会 (UEK)にも加盟している。数の上では、ルター派が圧倒的多数(99%)を占めるが、少数の改革派教会の立場も尊重している。したがって、合同教会としての形態も併せ持つ、新しい形のルター派州教会でもある。

## 州教会の管轄地域
中部ドイツ福音主義教会(EKM)は、ザクセン＝アンハルト州とテューリンゲン州に管轄地域の大部分を持つ。加えて、ブランデンブルクとザクセン州の一部を管轄地域に持つ。ザクセン＝アンハルト州の一部地域はアンハルト福音主義教会、あるいはブラウンシュヴァイク福音ルター派州教会に属している。テューリンゲン州の一部地域はクアヘッセン＝ヴァルデック福音主義教会の管轄になっている。それゆえ、この州教会は西側部分において1920年に創設され、1952年まで存続していたテューリンゲン州、およびかつてのプロイセン王国キルヘンプロヴィンツ・ザクセン州の領域に合致する。

## 歴史
2007年、キルヒェンプロヴィンツ＝ザクセン福音主義教会とテューリンゲン福音ルター派教会の州教会総会が統合を決議し、2008年7月5日に共通の教憲を制定発布した。その後、2009年1月1日に中部ドイツ福音教会(EKM)は設立された。

## 信仰告白
2008年7月、中部ドイツ福音主義教会は州教会総会を開催し、教憲を制定した。教憲前文にはこの州教会を構成するルター派教会共同体と改革派教会共同体のそれぞれの信仰告白を規定している。
この州教会内ルター派教会共同体(ゲマインデ)において、アウクスブルク信仰告白、アウクスブルク信仰告白弁証、シュマルカルデン条項、ルターの小教理問答、大教理問答、和協信条を信仰告白として規定している。
改革派教会共同体(ゲマインデ)においてハイデルベルク信仰問答を信仰告白と規定しているが、フランス改革派教会戒規も信仰告白として認められている。
さらに、中部ドイツ福音主義教会に属している全ての教会共同体は1934年のバルメン宣言 で記述されている内容を肯定し、それに従うとしている。

## 州教会の霊的指導

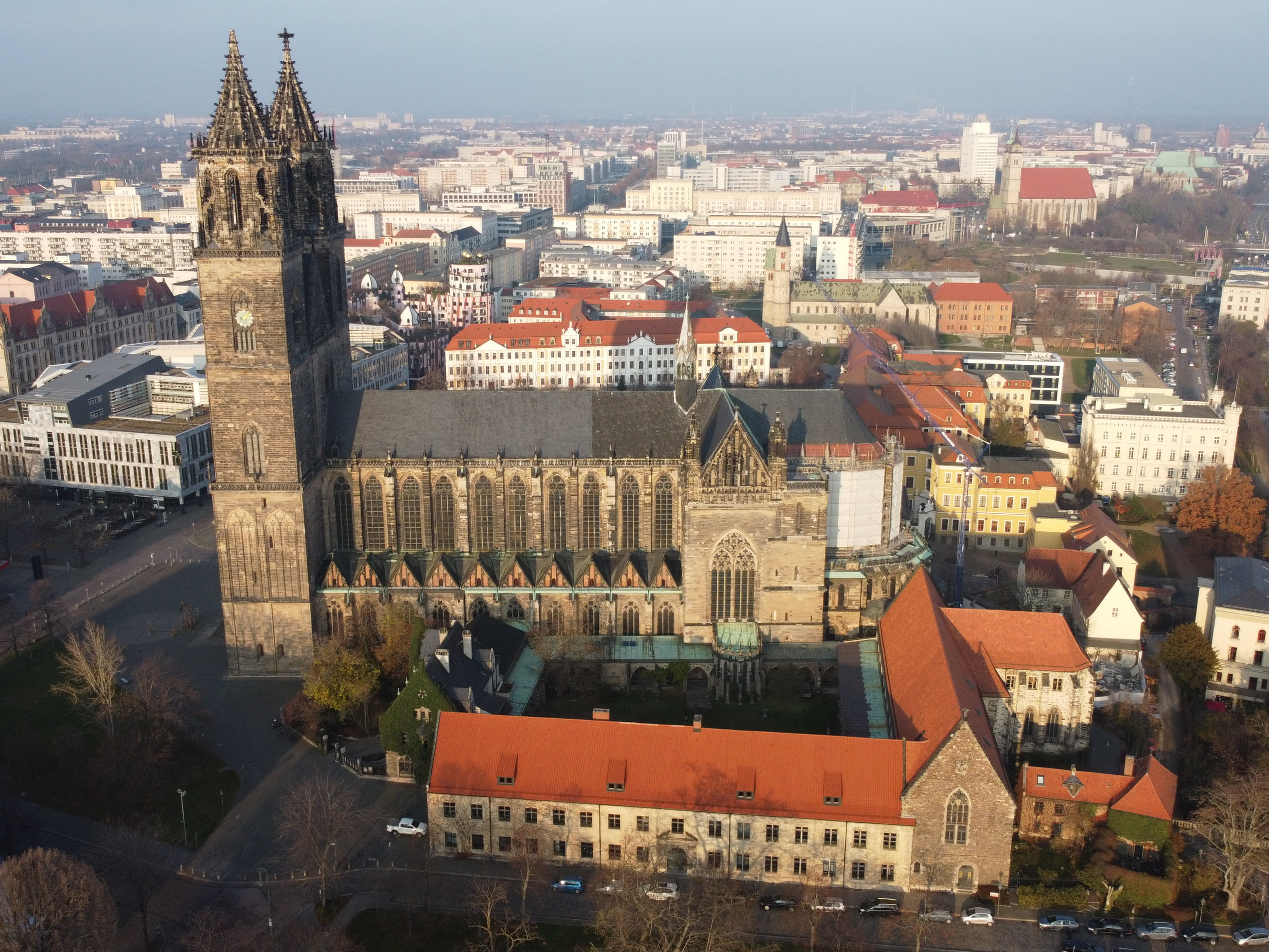
中部ドイツ福音主義教会の首座教会マクデブルク大聖堂

中部ドイツ福音主義教会(EKM)のトップに州教会監督 (Landesbischof)が置かれる。
最初の州教会監督 (Landesbischof)として、イルゼ・ユンカーマンが2009年3月21日に開催された州教会総会（三回目の投票時）において選出された。2009年8月29日、マクデブルク大聖堂において監督に就任した。2019年5月10日、中部ドイツ福音主義教会総会が開催され、州教会監督選挙がおこなわれた。3回目の投票で、フリードリヒ・クラーマーが過半数を獲得して、選出された。2019年9月7日、マグデブルク大聖堂で新監督の就任式がおこなわれた。

### 州教会監督Landesbischof
- 2009年1月1日まで: クルストフ・ケラー
- 2009年1月7日まで: アクセル・ノバック
- 2009年1月1日から8月29日まで: ハンス・ミーコシュ (元監督ケラーの代理)
- 2009年1月7日から8月29日まで: ジークフリート・カスパーリック (元監督ノバックの代理)
- 1999年8月29日－2019年8月31日: イルゼ・ユンカーマン、州教会監督
- 2019年9月1日－0000:フリードリヒ・クラーマー、州教会監督

## 州教会総会
議決機関としての州教会総会を州教会は開催する。2009年1月に最初の総会が開催された。総会議員は84人である。総会議員は5年の任期で選出されるか、教会執行部による任命によって選任される。あるいはその職責により総会議員になる場合もある。州教会総会は一年に一度定期的に数日間開催される。議事進行は議長団によって担われる。議長団は総会議長と二人の副議長によって構成される。総会の課題は政治の場における議会と類似したものがある。州教会監督Landesbischof、地域監督Regionalbischof、州教会事務局長Dezernentの選出は教会総会の任務である。

### 州教会総会議長
- 2009年1月23日まで: ペトラ・グンスト
- 2009年1月23日以降: ヴォルフ・フォン・マルシャル

## 州教会の運営

### 州教会事務局
州教会管理運営部門の最上層は州教会事務局Landeskirchenamtである。州教会事務局2011年からはエアフルトに置かれる。その時まで、アイゼナハとマクデブルク事務局庁舎が使用される。しかし、州教会監督居住地はマクデブルクである。州教会事務局のトップには、総裁Präsidentinがいる。現在の総裁はブリギッテ・アンドラエである。副総裁は財務局長を兼任する高等参事会員シュテファン・クローセである。州教会事務局には6つの局、３０の課がある。

#### 州教会事務局長
- 2009年1月1日以降: ブリギッテ・アンドラエ

### 州教会構造
州教会はその運営において上から下まで次のような階層構造で構成されている。
基底部分として、3139の教会共同体Kirchengemeindenが公法上の社団として存在している。教会共同体は役員会
を選ぶ。この教会共同体役員会のメンバーは教会長老と呼ばれる。
複数の教会共同体は教会地区を共に形成する。37の教会地区は指導部として、地区総会（議長がいる）を持つ。
地区総会議員は常に教会共同体役員会から選任される。教会地区を指導する牧師は地区長 Superintendentという名称を持つ。

#### 改革派教会地区

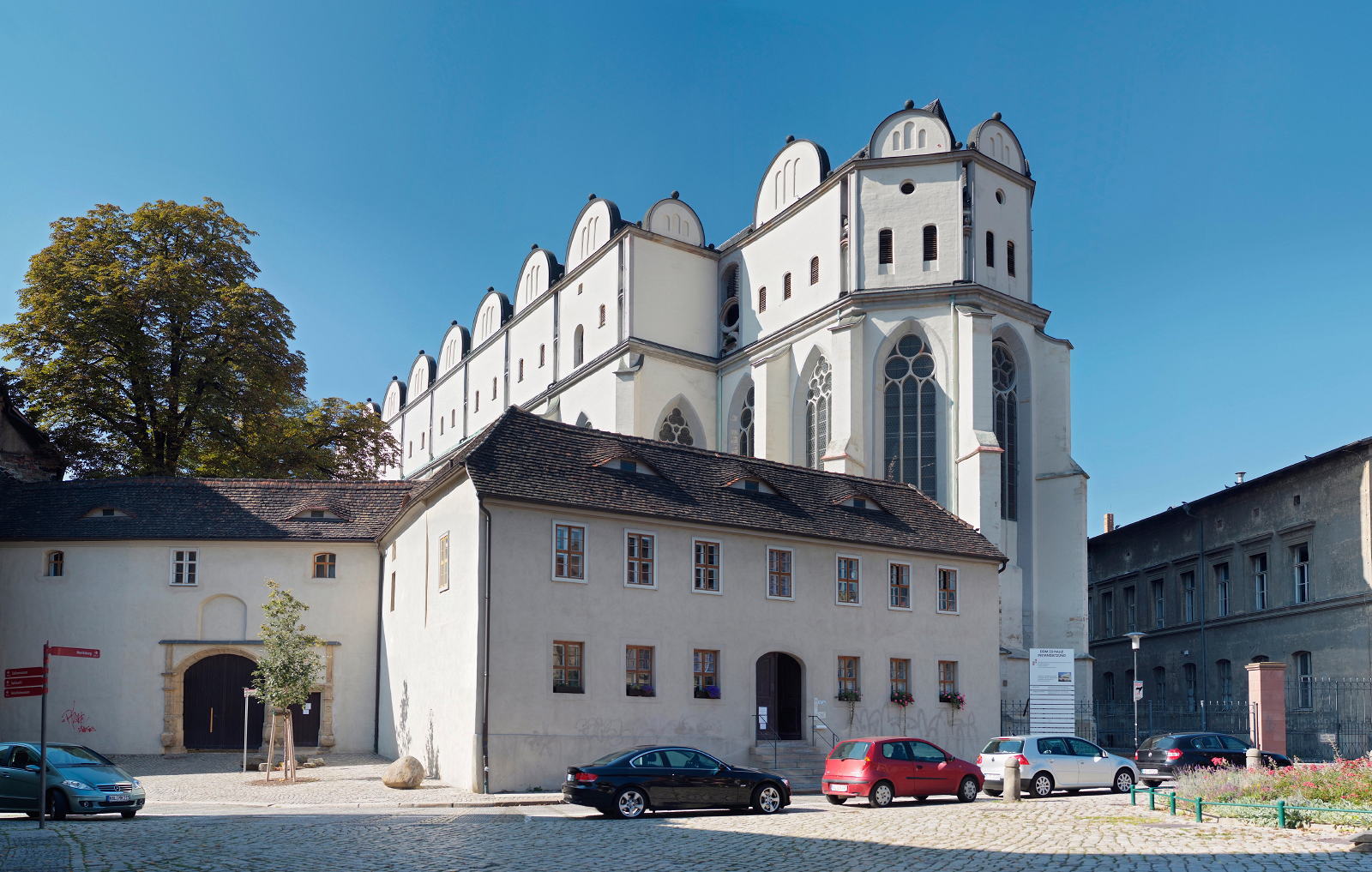
改革派教会のハレ大聖堂 (2009)

特別な形態を持つのはハレ (ザーレ)に本部を置く改革派教会地区である。
この教会地区は地理的領域を持たないが、ザクセン・アンハルト州内に5つの教会共同体を有する。ハレ大聖堂、ハルバーシュタット のリープフラウエン教会、ユグノーの伝統を引き継ぐマグデブルクの改革派ワロン教会、ブルクの聖ペトリ教会、アッシャースレーベン改革派教会の5つの教会共同体で１つの教会教区を構成する。改革派教会教区代表牧師は改革派長老職も担う。

### 教区
教会共同体は地域監督Regionalbischofによって指導される教区に属する。5つの教区で州教会を形成する。
- シュテンダール＝マクデブルク教区　 地域監督在住地はシュテンダール
  - エゲレン
  - エルベ＝フレミンク
  - ハルバーシュタット
  - ハルデンスレーベン＝ヴォルミァシュタット
  - マクデブルク
  - ザルツヴェデル
  - シュテンダール

- ハレ＝ヴィッテンベルク教区　地域監督所在地はハレ (ザーレ)、ヴィッテンベルク[8]。

- - アイスレーベン
  - ハレ＝ザールクライス
  - メルゼブルク
  - バート・リーベンヴェルダ
  - ナウムブルク＝ザイツッ
  - トルガウ＝デリイチュ
  - ヴィテンベルク

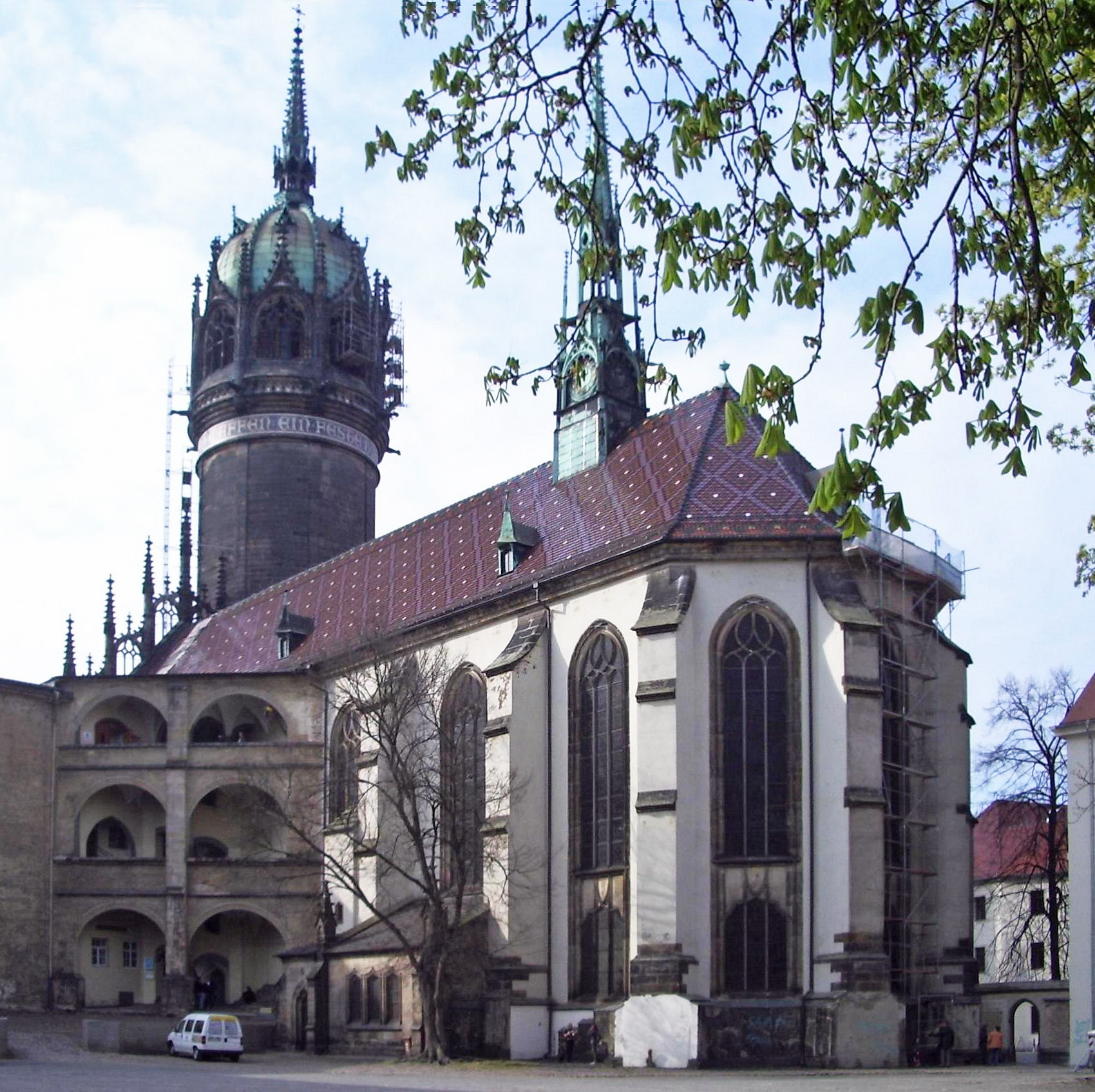
宗教改革ゆかりの
ヴィッテンベルク城教会

- ゲーラ＝ヴァイマル教区 　地域監督所在地は ゲーラ
  - アルテンブルガーラント
  - アポリダア＝ブットシュタット
  - アイゼンベルク
  - ゲーラ
  - グラィツ
  - イエーナ
  - シュライツ
  - ヴァイマル
- アイゼナハ＝エアフルト教区　地域監督所在地はアイゼナハ
  - ヴァルタースハウゼン＝オーアドルフ
  - バート・フランケンハウゼン＝ゾンダースハウゼン
  - アイゼナハ＝ゲアシトンゲン
  - エアハルト
  - ゴータ
  - ミュールハウゼン
  - ゼメルダ
  - ジュートハルツ
- マイニンゲン＝ズール教区　地域監督所在地は マイニンゲン
  - アルンシュタット＝イルメナウ
  - バート・ザルツンゲン＝デルムバッハ
  - ヘニベルガーラント
  - マイニンゲン
  - ゾネベルク
  - ヒルトブルクハウゼン＝アイスフェルト
  - ルドルシュタット＝ザールフェルト